# Championnats du monde de tir à l'arc 1947
Navigation
Édition précédente Édition suivante
Les championnats du monde de tir à l'arc 1947 sont une compétition sportive de tir à l'arc organisés en 1947 à Prague, en Tchécoslovaquie. Il s'agit de la onzième édition des championnats du monde de tir à l'arc.